# ملعب كارايسكاكيس

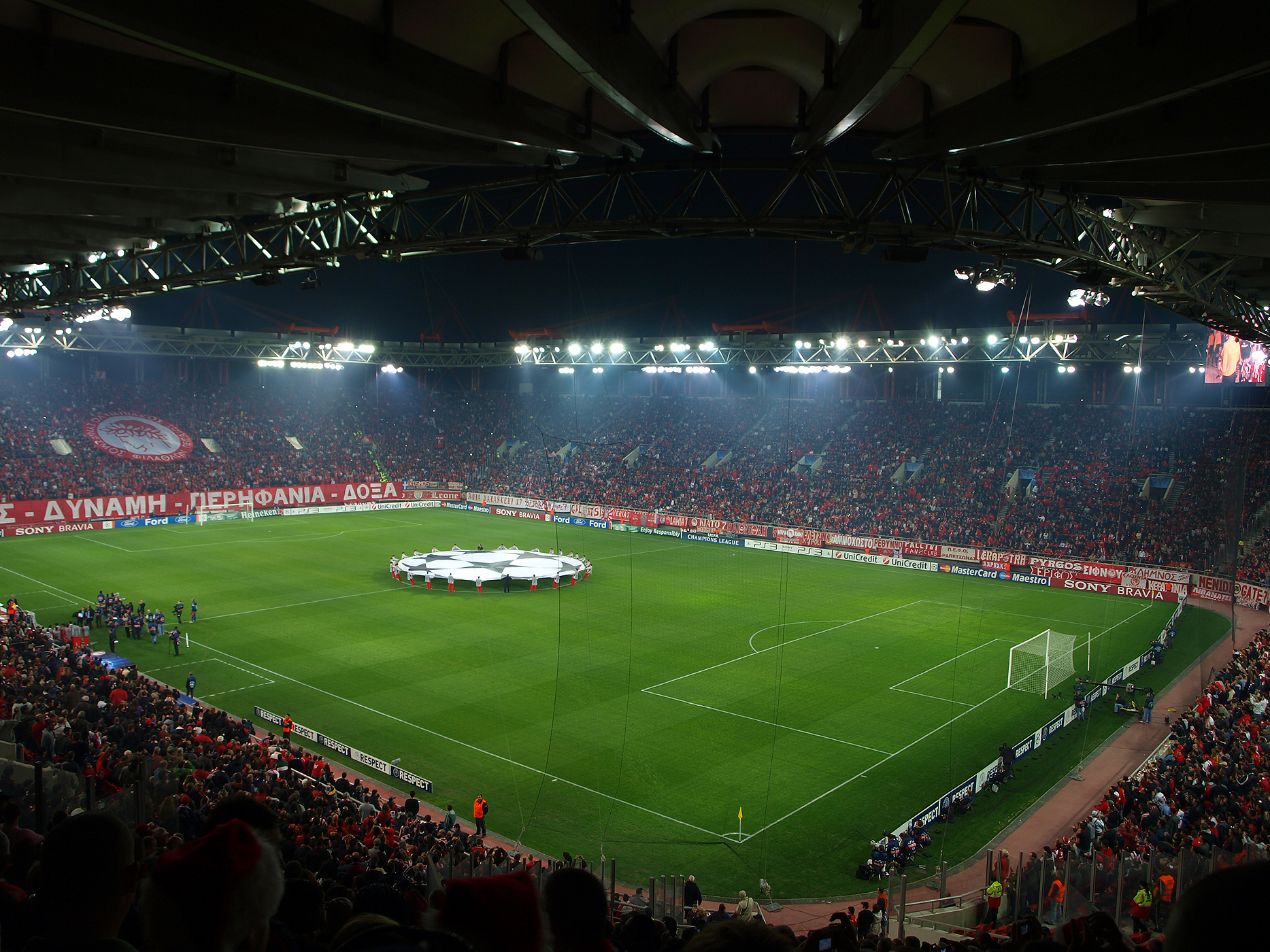

ملعب كارايسكاكيس هو ملعب كرة قدم يقع في مدينة بيرايوس اليونانية . يسع الملعب لجلوس 33,500 متفرج . يعتبر الملعب الرسمي الذي يخوض فيه منتخب اليونان مبارياته الدولية . تم افتتاح الملعب في سنة 1896 ثم تم تجديده مرتين في 1964 و 2004 .